# Ubertino Pallavicini
Ubertino lub Umbertino Pallavicini był synem i następcą Guido Pallaviciniego, po śmierci ojca w 1237 odziedziczył po nim markizat Bodonitzy.

## Życiorys
Po upadku królestwa Tessaloniki w 1224 roku markizat był lennem książąt Achai, ale nie przeszkodziło to Ubertino w popieraniu swego kuzyna Gwidona de la Roche, księcia Aten, w wojnie przeciwko swojemu suzerenowi. Brał udział w bitwie pod Karydi w której cała koalicja baronów wrogich księstwu Achai została pokonana przez Wilhelma II. Mimo udziału w buncie już w 1259 roku stanął po stronie Wilhelma w walkach przeciwko Janowi IV Laskarysowi, który był Cesarzem Nicei. Uczestniczył w bitwie pod Pelagonią, która zakończyła się klęską łacinników i ich stronników. W 1263 roku znowu wspomagał militarnie swojego suzerena w walkach z Despotatem Morei. W 1264 roku odziedziczył ziemie leżące pod Parmą. Zmarł w 1278 roku a władzę w markizacie przejęła jego siostra, Izabela.